# کوه هابریک
کوه هابریک (به انگلیسی: Mount Habrich) یک کوه در کانادا است که در بریتیش کلمبیا واقع شده‌است. کوه هابریک ۱٬۷۹۲ متر بالاتر از سطح دریا واقع شده‌است.